# سوپر جام اروپا ۱۹۸۷
روپا ۱۹۸۷، رقابت پایانی سوپر جام اروپا است که مابین دو تیم باشگاه فوتبال پورتو و باشگاه فوتبال آژاکس برگزار شده‌است.
این مسابقه که در تاریخ‌های ۲۱ نوامبر ۱۹۸۷ و ۱۳ ژانویه ۱۹۸۸ انجام شده‌است در مجموع با نتیجه ۲ بر ۰ به سود باشگاه فوتبال پورتو به پایان رسید.